# 花柳旭夓
花柳 旭夓（はなやぎ きょくそう、新字体表記：花柳 旭叟、1956年 - ）は、大阪府出身の舞踏家である。女性。

## 概要
新進の舞踊家で、日本舞踊を通して和文化ときものを広めようと努める。事務局は大阪と東京にあり、稽古場は大阪・東京・京都にある。
大阪府立高津高等学校在学中は競泳選手として活躍し、舞踊家に専念するまではインストラクターのインストラクターを務めるほどの腕前だった。

## 芸歴
3歳で花柳芳加次に入門
- 昭和46年 花柳芳芙美加を名取る
- 昭和50年 花柳芳加次の没後、花柳吉叟に学ぶ
- 昭和54年 花柳流専門部修了（師範名取）
- 昭和61年 第1回「芳扇会」を開催（西宮勤労会館）
- 平成元年 第2回「芳扇会」を開催（西宮勤労会館）
- 平成4年 花柳旭叟と改名、第3回「芳扇会」開催（大阪国立文楽劇場小ホール）
- 平成5年　花柳橘叟とジョイントリサイタル「二人会」開催（新神戸オリエンタル劇場）
- 平成8年　第1回「旭叟の会」を開催（大阪国立文楽劇場）、第2回「旭叟の会（リサイタル）」を開催（大阪国立文楽劇場）（大阪文化祭参加）
- 平成9年　第2回「二人会」（大阪文化祭参加）を開催（大阪国立文楽劇場）、創作・新内「にごり江」を発表
- 平成10年　「大阪府芸術劇場奨励新人披露公演」に出演、大阪国立文楽劇場主催「明日をになう新進の舞踊・邦楽鑑賞会」に出演、第3回「旭叟の会」（大阪文化祭参加）を開催（大阪国立文楽劇場）
- 平成11年 「新春舞踊大会」（東京）に出演（日本舞踊協会主催）
- 平成12年 「名流舞踊の会」に出演（兵庫県舞踊文化協会主催）、「舞踊の会」に出演（日本舞踊協会関西支部主催）、「東西顔見世名流舞踊会」（東京・大阪）に出演（日本芸能タイムズ社主催）
- 平成13年 名流舞踊の会」に出演（兵庫県舞踊文化協会主催）、「舞踊の会」に出演（日本舞踊協会関西支部主催）
- 平成14年 「新春舞踊大会」（東京）に出演（日本舞踊協会主催）、「第4回　旭叟の会」（国立文楽劇場）を主催、　「舞踊の会」に出演（日本舞踊協会関西支部主催）、「花柳流追善舞踊会　桜和会」に出演（花柳流関西支部主催）、

　「日本舞踊大会」（東京）に出演（邦楽と舞踊社主催）、「東西顔見世名流舞踊会」に出演（日本芸能タイムズ社主催）
- 平成15年「名流舞踊の会」に出演（兵庫県舞踊文化協会主催）、「舞踊の会」に出演（日本舞踊協会関西支部主催）、「ふれあいの祭典」に出演（兵庫県舞踊文化協会主催）、「花柳芳美追善　小ざくら会」に出演（花柳吉叟主催）

## 受賞歴
- 平成9年度大阪府芸術劇場奨励新人賞
- 平成10年度大阪文化祭奨励賞（「旭叟の会」における長唄「四季の山姥」長唄「外記猿」の成果が認められた）

## 出演番組
- hanashikaの時間。（ラジオ大阪、2020年5月14日「ゲストの時間。」コーナーに出演）※同日（木曜日）のパーソナリティ笑福亭鶴二は、2010年代前半に旭叟に入門している。